# Sint-Valentinuskerk (Kiedrich)
De Sint-Valentinuskerk is een katholiek kerkgebouw in de Hessische plaats Kiedrich. Op 29 juni 2010 verleende paus Benedictus XVI het kerkgebouw de status van basilica minor.

## Geschiedenis

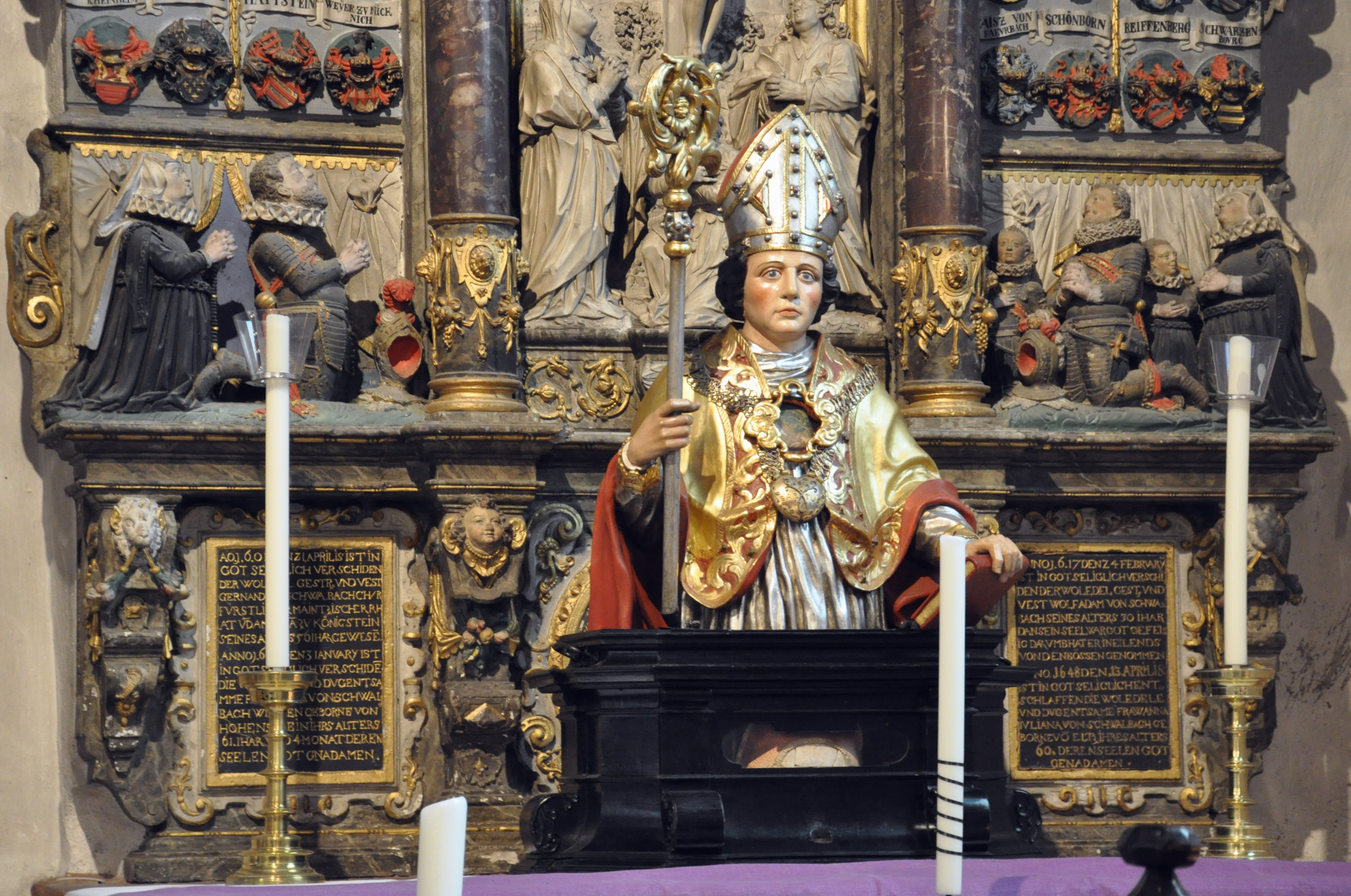
Reliquariuim Sint-Valentinus

De grote parochiekerk stamt voornamelijk uit het eind van de 15e en het begin van de 16e eeuw, waarbij de zijschepen van de kerk uit 1380 dateren. In 1962 werden de resten van een romaanse voorganger ontdekt.
Bezienswaardig is vooral het unieke, vrijwel geheel bewaarde gotische interieur van de kerk. De kerkbanken met de zogenaamde spiraal van gerechtigheid werden in 1510 door Erhart Falckener in laatgotische stijl gemaakt. Bewaard bleven ook de kansel, de Madonna van Kiedrich (circa 1350), gotische altaren, beelden en paramenten. Het hoogaltaar van 1619 is tevens het grafmonument van Caspar zu Elz-Langenau (ca. 1548 - 20 januari 1619).
Bijzonder is het doksaal tussen het kerkschip en het koor. Na het Concilie van Trente werd deze afscheiding in veel katholieke kerken geheel afgebroken of op naar een andere plek verplaatst. Weliswaar werd ook het doskaal van de Valentinuskerk na 1682 afgebroken, maar op initiatief van Engelse kunstliefhebber John Sutton weer gereconstrueerd. Enkele glasvensters voor de kerk werden door prof. Otto Linnemann uit Frankfurt gemaakt. De laatgotische Michaëlkapel met een knekelhuis staat op het kerkhof in de onmiddellijke nabijheid van de kerk.
De bouw van het kerkgebouw werd gefinancierd met giften van pelgrims, die een bedevaart naar de relieken van de heilige Valentinus ondernamen. Deze relieken kwamen rond 1350 vanuit de naburige cisterciënzer abdij Eberbach naar Kiedrich. Tot op de dag van vandaag worden hier de fragmenten van de schedel en ruggengraat bewaard en elk jaar weer door bedevaartgangers bezocht.
De Sint-Valentinuskerk vormt samen met de Petrus en Pauluskerk van Eltville, de Marcuskerk van Erbach en de Sint-Vincentiuskerk van Hattenheim de Pastoraler Raum Eltville.

## Orgel

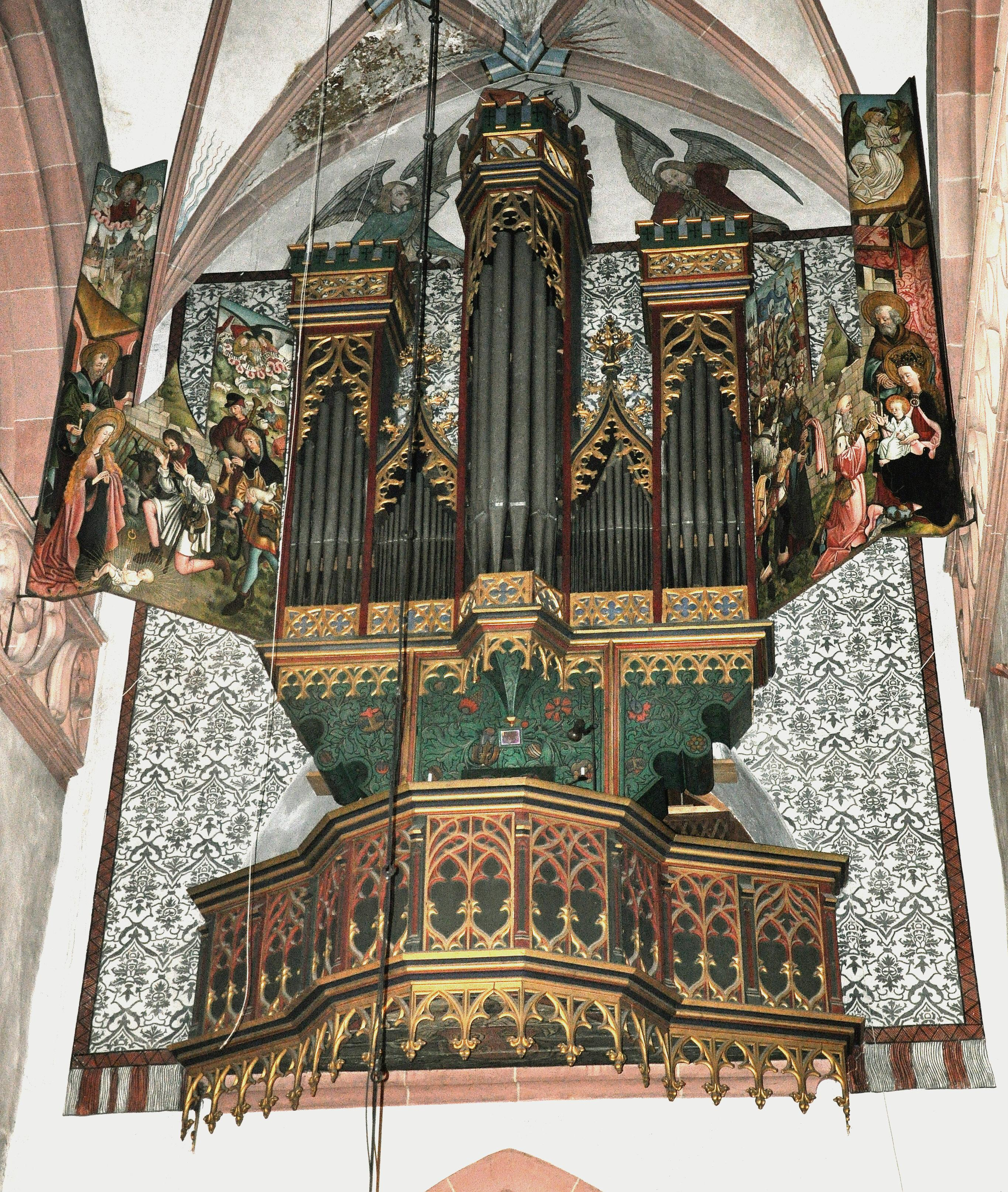
Orgel

Het orgel telt tot de oudste nog bespeelbare orgels ter wereld, echter in de loop der eeuwen werd het instrument meerdere malen omgebouwd o.a. in 1653 door Johann Wendelin Kirchner. Bronnen geven geen zekere informatie over de complexe bouwgeschiedenis en de datering van de afzonderlijke delen. Foute interpretaties van pijpnummeringen leidden in de 19e eeuw tot de aanname van een mogelijk bouwjaar 1313, maar pas de vergroting van het westelijke travee in het jaar 1491 bood de ruimte voor het huidige orgelwerk.
Rond 1800 werd het orgel niet meer gebruikt; het gold als niet meer te repareren. Geldgebrek zorgde er echter voor dat het orgel niet werd vervangen door een nieuw instrument. De herleving van de belangstelling voor de gotiek leidde tot een verandering; de Engelse baron John Sutton bekommerde zich om het instrument en financierde de restauratie die meer dan 6000 gulden zou gaan kosten. Hij liet de oude nog renovatiewaardige delen restaureren en de verloren delen reconstrueren. Het instrument werd door Louis-Benoit Hooghuys uit Brugge gerestaureerd, de orgelkas en de vleugeldeuren door August Martin uit Fürth.
Het orgel werd voor het laatst gerestaureerd door de Zwitserse orgelbouwfirma Kuhn. De speeltracturen van het hoofdwerk en het balgwerk werden in de toestand van 1653 gereconstrueerd. Omdat men bij een volledige reconstructie van het orgel in de oude toestand van te veel veronderstellingen moest uitgaan, koos men er voor om de rest van het orgel in de toestand van 1860 terug te brengen.

## Klokken
De gotische klokken van de kerk dateren uit 1389 en 1513.

## Kiedricher Chorbuben
De Kiedricher Chorbuben vormen een koor dat op zondag, behalve tijdens de zomervakantie in Hessen, de hoogmis zingt. De gregoriaanse gezangen worden al generaties lang in een Germaans dialect gezongen. De contratenor Andreas Scholl, een succesvolle internationale opera-en concertzanger, komt van Kiedrich en begon als koorknaap in het koor. In 2010 nam hij in de Sint-Valentinuskerk een cd met liederen van Oswald von Wolkenstein op. Zijn zus Elisabeth Scholl, een succesvolle sopraan, was het eerste meisje dat werd toegelaten in de schola.

## Afbeeldingen

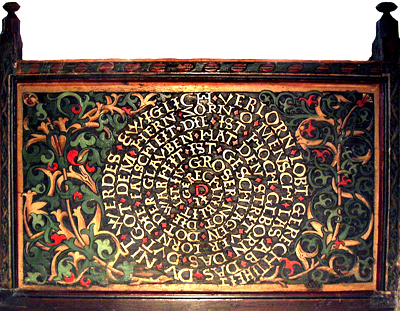
Spiraal van Gerechtigheid van Erhart Falckener; tekstspiraal in een kerkbank (1510).
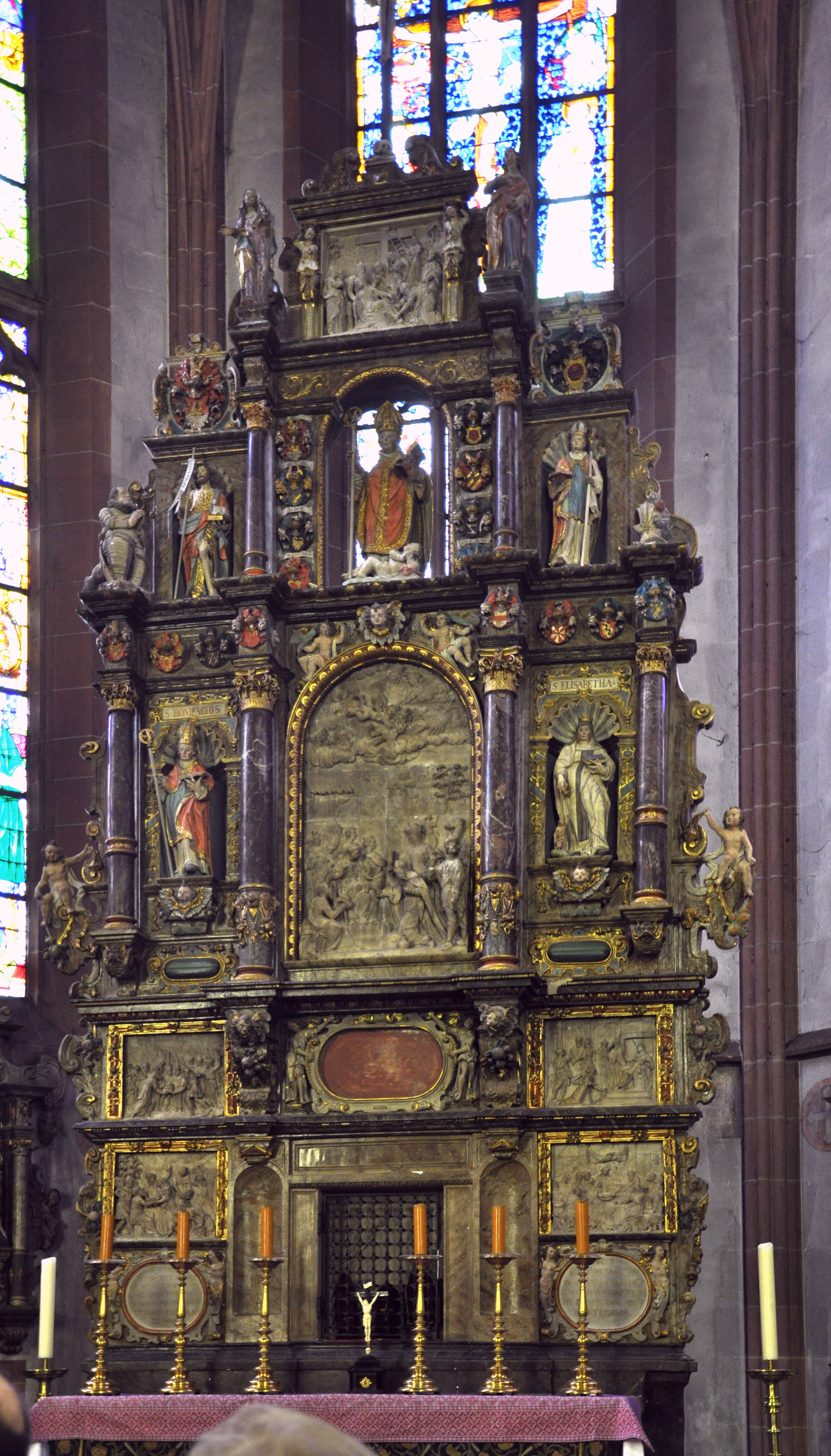
Hoogaltaar
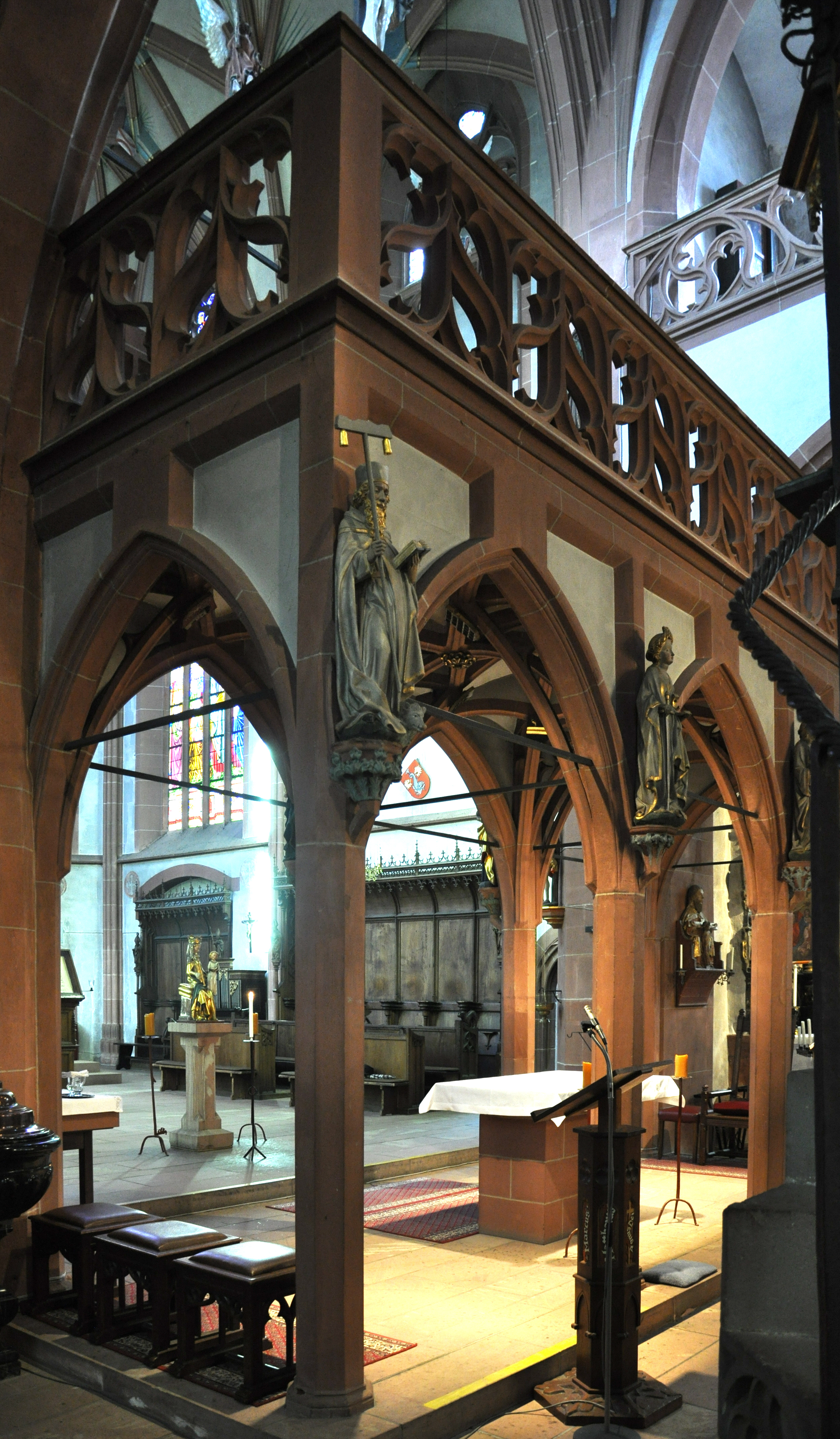
Doksaal
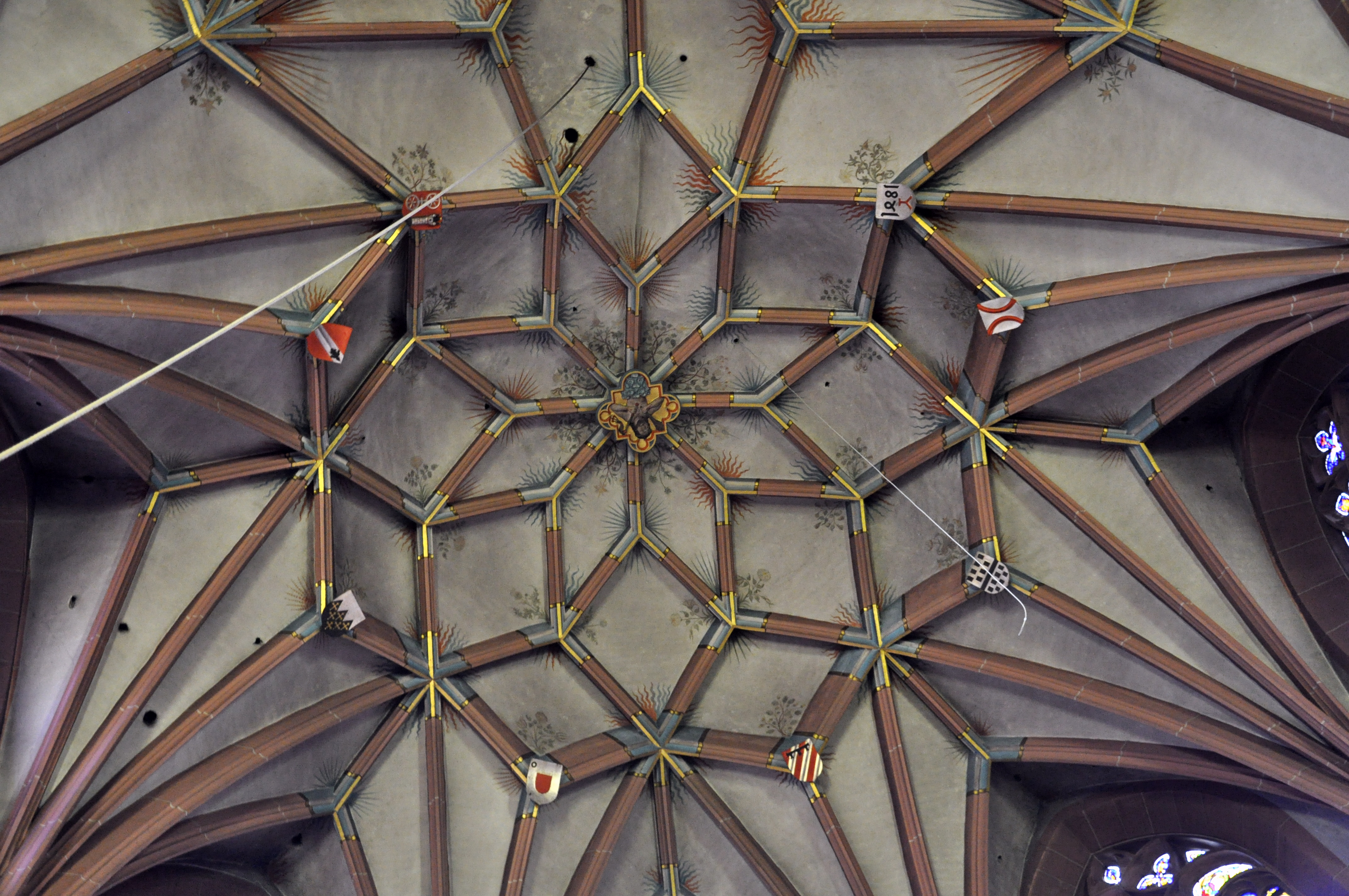
Gewelf
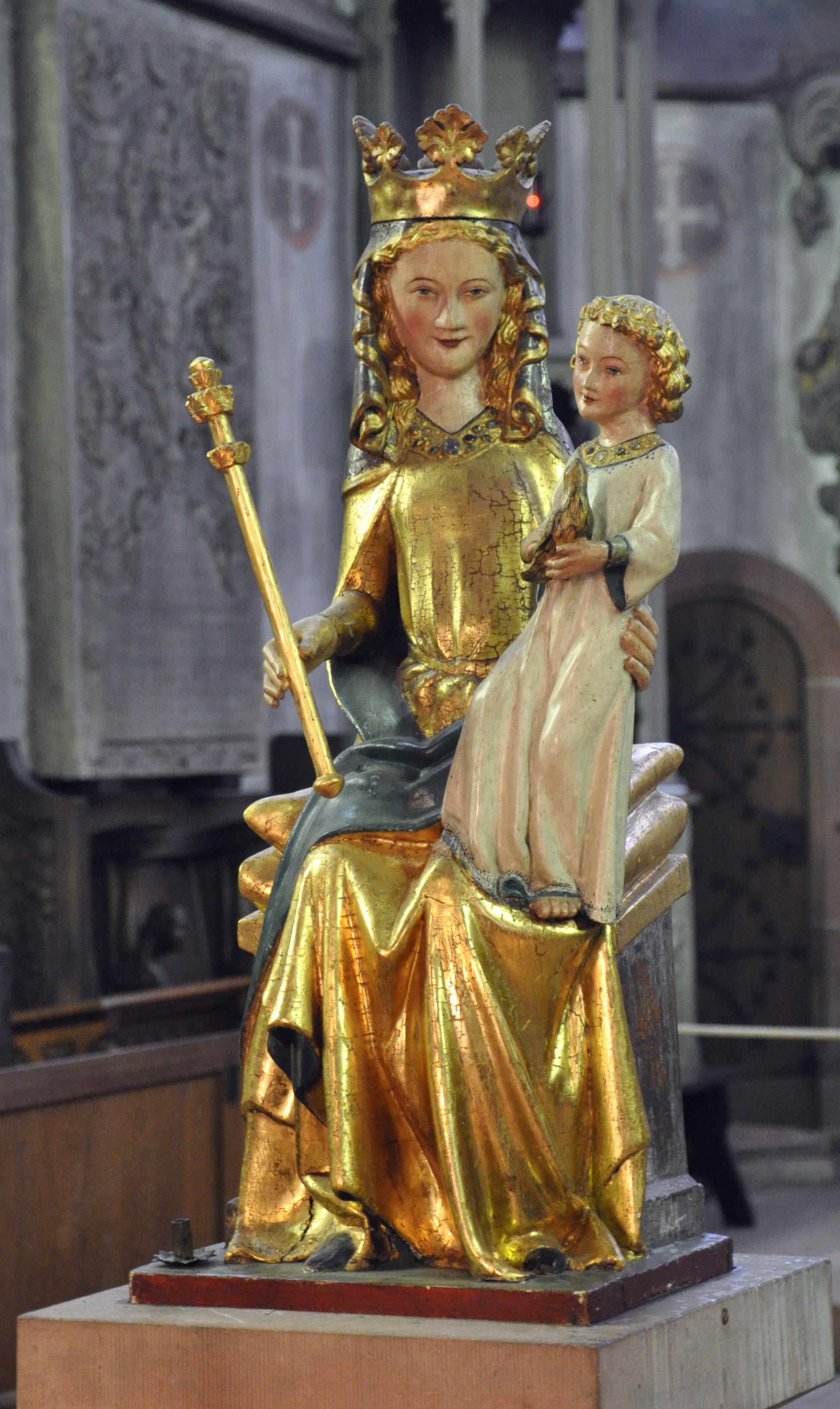
Madonna van Kiedrich